# Folienzünder

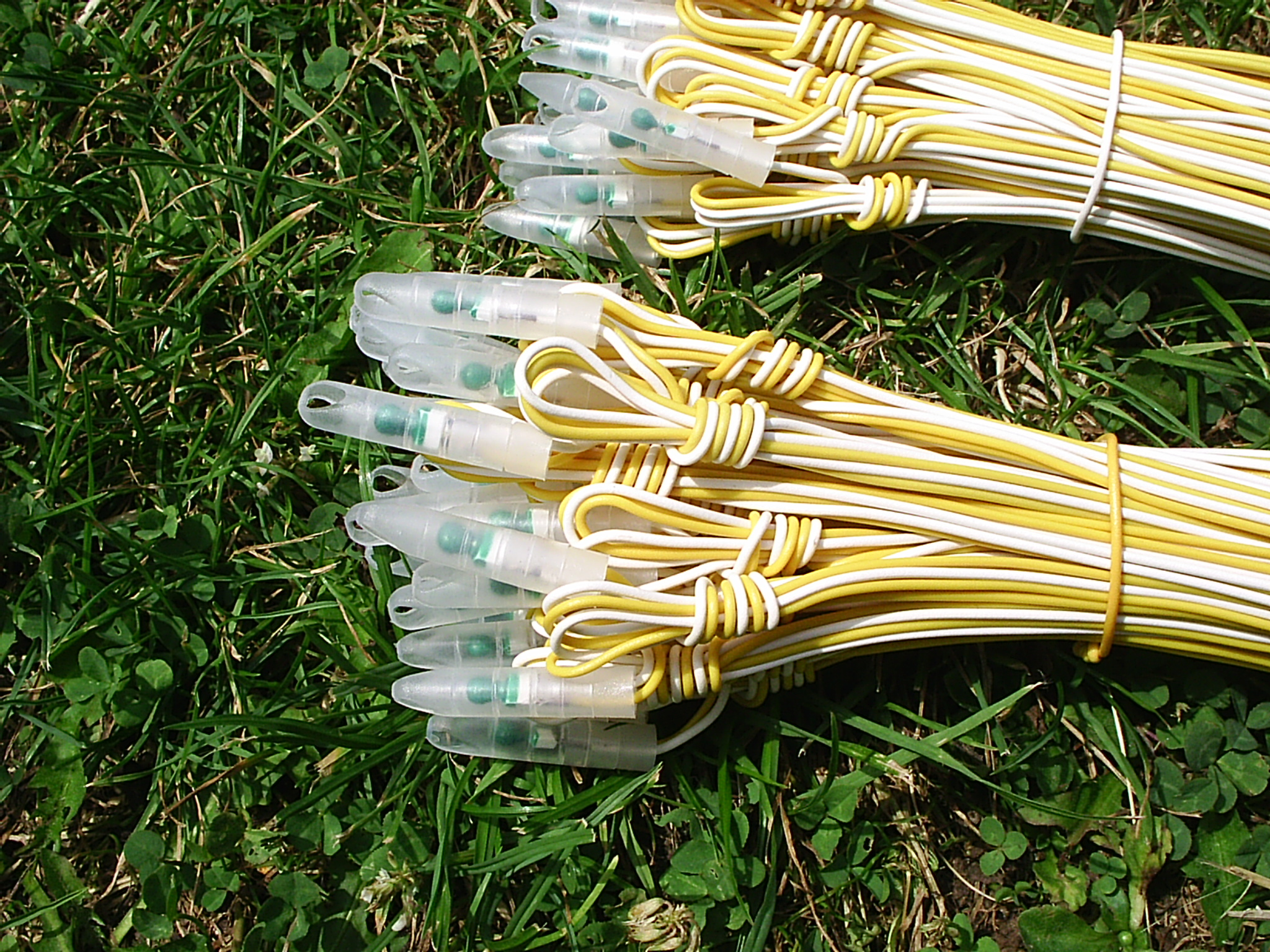
Brückenzünder

Beim Folienzünder (gebräuchliche Abkürzung EFI, engl. Exploding Foil Initiator) handelt es sich um einen hochexplosiven, aber handhabungssicheren Zünder in Folienform. Aufgrund der großen zündenden Fläche und des geringen Zündverzuges ist ein Folienzünder als Initialzünder in Nuklearwaffen verwendbar. Der Begriff Folienzünder kann sich sowohl auf Brückenzünder als auch auf Slapperzünder beziehen.
Folienzünder unterliegen in Deutschland und in der Schweiz der Ausfuhrkontrolle.
Gegenüber herkömmlichen Zündsystemen weist der Folienzünder deutliche Vorteile, z.b. bei erhöhten Umgebungs- und Sicherheitsanforderungen auf, da keinerlei Primärexplosivstoffe bei der Zünd-Intitierungssequenz benötigt werden. Typischerweise erfolgt die Zündung mittels Kondensatorentladungen (sogenannte CDU, engl. Capacitor Discharge Unit). Folienzünder werden im Rahmen der MEMS Technologie (engl. Micro-Electrical Mechanical Systems) als Microchip-basierte pyrotechnische Baugruppen, sogenannte McEFI hergestellt.

## Anwendungen
- In elektronischen Sicherheits- und Scharfschalte-Vorrichtungen z. B. in Hochspannungs-Leistungsschaltern (engl. ESAD, electronic safety and arming devices)[3]
- Als Initialzünder für konventionelle Waffen und Nuklearwaffen. Als besonderer Vorteil ist die Berechenbarkeit der erforderlichen Gleichzeitigkeit paralleler Zündprozesse bekannt.[4]